# Arboreto Shing Mun de Hong Kong
El Arboreto de Shing Mun (Hong Kong), en inglés: Shing Mun Arboretum (en mandarín: 城门标本林 (香港)), es un arboreto y jardín botánico de 1400 hectáreas de extensión en los Nuevos Territorios en Hong Kong.  
El código de identificación internacional del Shing Mun Arboretum (Hong Kong), así como las siglas de su herbario es SMHK.

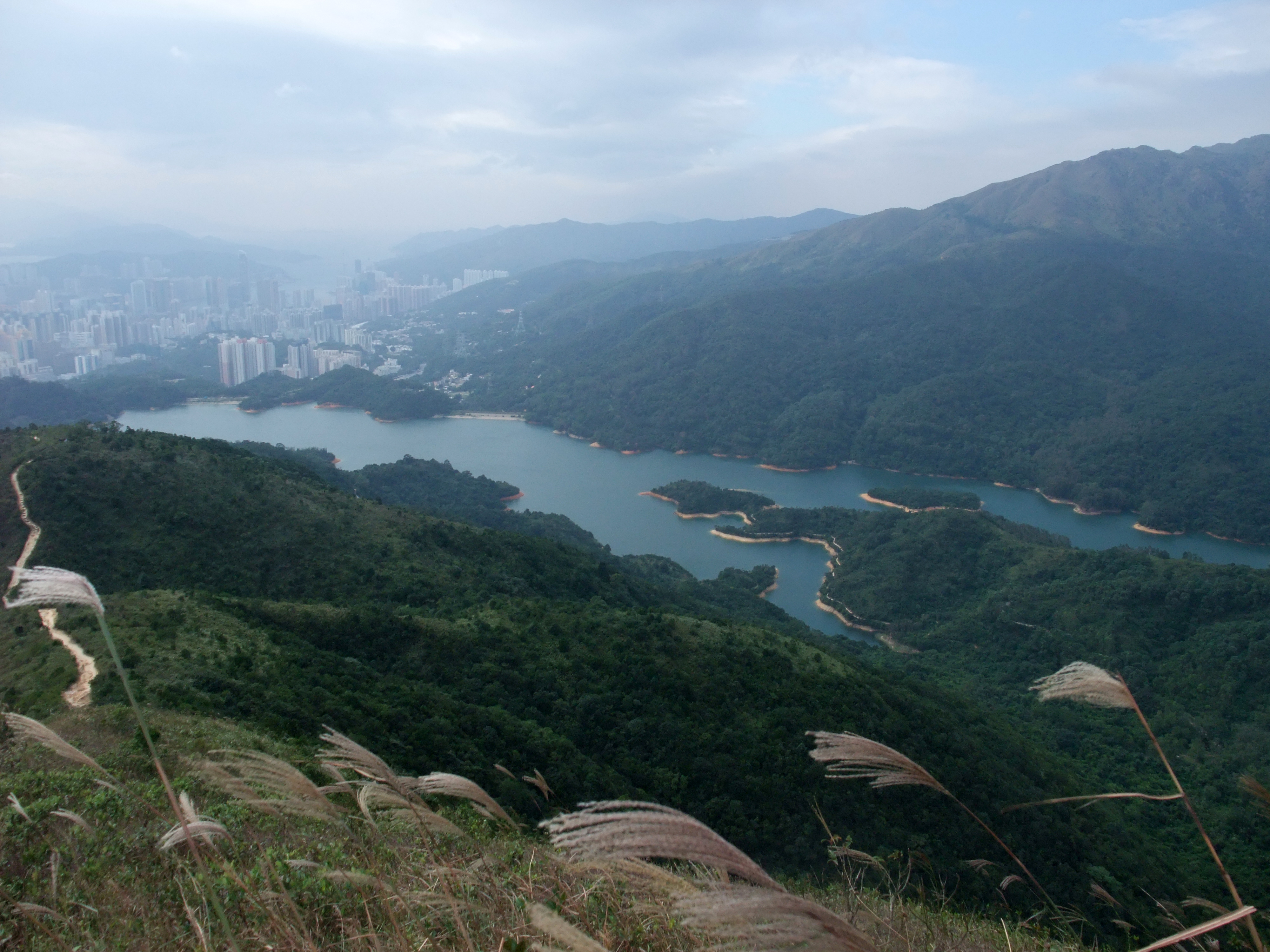
Embalse de Shing Mun.

## Localización
El "Arboreto de Shing Mun", se encuentra situado en los Nuevos Territorios de Hong Kong, cubre una extensión de 14 km². Se extiende desde "Lead Mine Pass" en el norte, a la carretera del embalse de "Shing Mun" en el sur, y desde "Tai Mo Shan" en el oeste hasta "Grassy Hill" y "Needle Hill" en el este.
Planos y vistas satelitales.22°23′28″N 114°8′44″E / 22.39111, 114.14556
- Altitud 170 m s. n. m.
- Temperatura media anual 20 °C
- Humedad relativa promedio anual de 80 %
- Promedio de lluvia anual 3000 mm.

## Historia

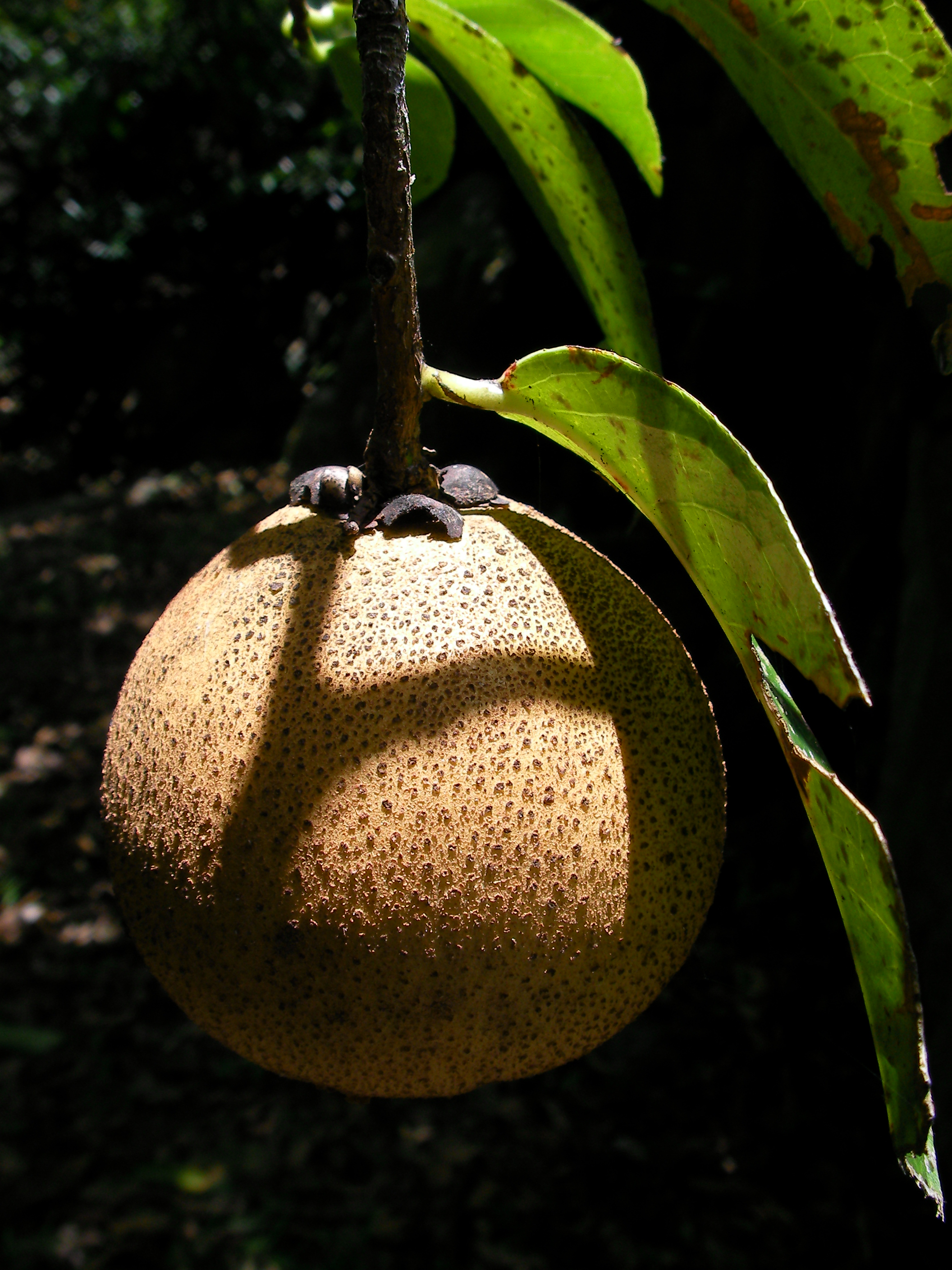
Fruto de la Camellia crapnelliana.

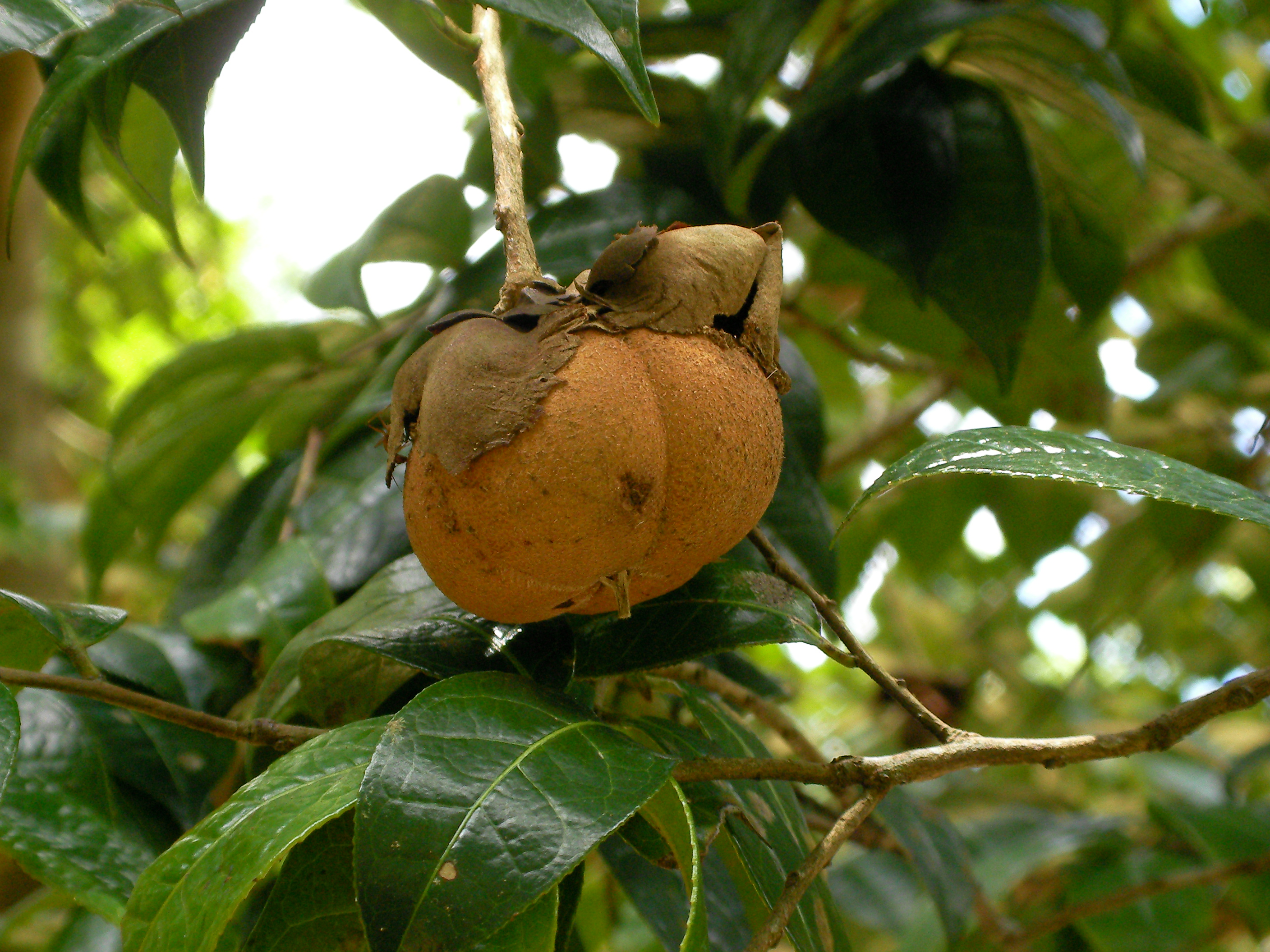
Fruto de la Camellia granthamiana.

La tierra en esta área tiene componentes graníticos y roca volcánicas. La última forma se encuentra en la capa más alta, mientras que las rocas graníticas, que sin embargo se encuentra relativamente fácilmente, se forman en las zonas más bajas en las regiones del sur del parque. Al este del parque se encuentra un rico yacimiento de wolframio que fue extraído por primera vez en 1936.
La minería fue interrumpida durante la Segunda Guerra Mundial. Con los altos precios de la posguerra, la minería se reanudó en 1951 y continuó hasta 1968, cuando los precios volvieron a caer drásticamente. La producción mensual promedio más alta en el último período fue de 30   toneladas, y fue dedicada en su totalidad a la exportación. Hay varios pozos de mina abandonados alrededor de "Lead Mine Pass", algunos de los cuales datan de varios siglos.
En 1933, respondiendo a la imperiosa necesidad de la zona urbana de Kowloon para el abastecimiento de agua, se iniciaron los trabajos para el embalse de Shing Mun. Para dar paso a este proyecto monumental, los pobladores originales del Valle de Shing Mun fueron reubicados en los Nuevos Territorios. Esta impresionante instalación se completó en 1936, coincidiendo con el 25º jubileo del rey Jorge V, por lo que es también conocido como el embalse del Jubileo.
Durante la ocupación japonesa de Hong Kong en la Segunda Guerra Mundial, la mayoría de los árboles en el parque fueron talados. Se llevó a cabo una amplia reforestación después de la guerra. La especie principal era Pinus massoniana, mientras que Pinus elliottii, Lophostemon confertus, Melaleuca quinquenervia y Acacia confusa se introdujeron más tarde. La zona se ha convertido en una de las principales plantaciones forestales en Hong Kong.

## Colecciones
En el arboreto hay 7,000 accesiones de plantas y 270 taxones cultivados, pertenecientes a más de 270 especies que son nativas de Hong Kong o el sur de China.
Shing Mun Arboretum es el hogar de muchos árboles y plantas interesantes. Estos incluyen muchas especies de bambú, plantas protegidas, plantas con nombres de botánicos de renombre, plantas que fuero por primera vez registradas en Hong Kong y camelias silvestres nativas de Hong Kong. 
En la cabecera del embalse, cerca del antigua población de Tai Wai, hay un bosquete de "fung shui" que contiene una rica variedad de más de 70 especies de los árboles. Se ha designado como "área especial" que merece una protección especial. Al oeste del embalse, a ambos lados del arroyo conocido como "Tai Shing Shek Kan" están cubiertos con una rica variedad de arbustos, hierbas y árboles, incluyendo varias especies de camelias, Camellia granthamiana, que lleva hermosas flores blancas de más de 12  cm de diámetro, es una especie rara que se descubrió hace sólo unas pocas décadas. Lleva el nombre de un antiguo gobernador de Hong Kong, Sir Alexander Grantham.

## Fauna
Debido a que el parque está situado cerca de la zona urbana densamente poblada de Tsuen Wan, la vida silvestre se ve raramente. Aparte de algunas aves comunes, se pueden descubrir de vez en cuando otros animales, tales como ardillas, ciervos berreadores, jabalíes y pangolines. 
Algunos monos, que se cree que han emigrado desde el cercano "Kam Shan Country Park", a veces puede ser encontrados a lo largo de las pistas forestales.

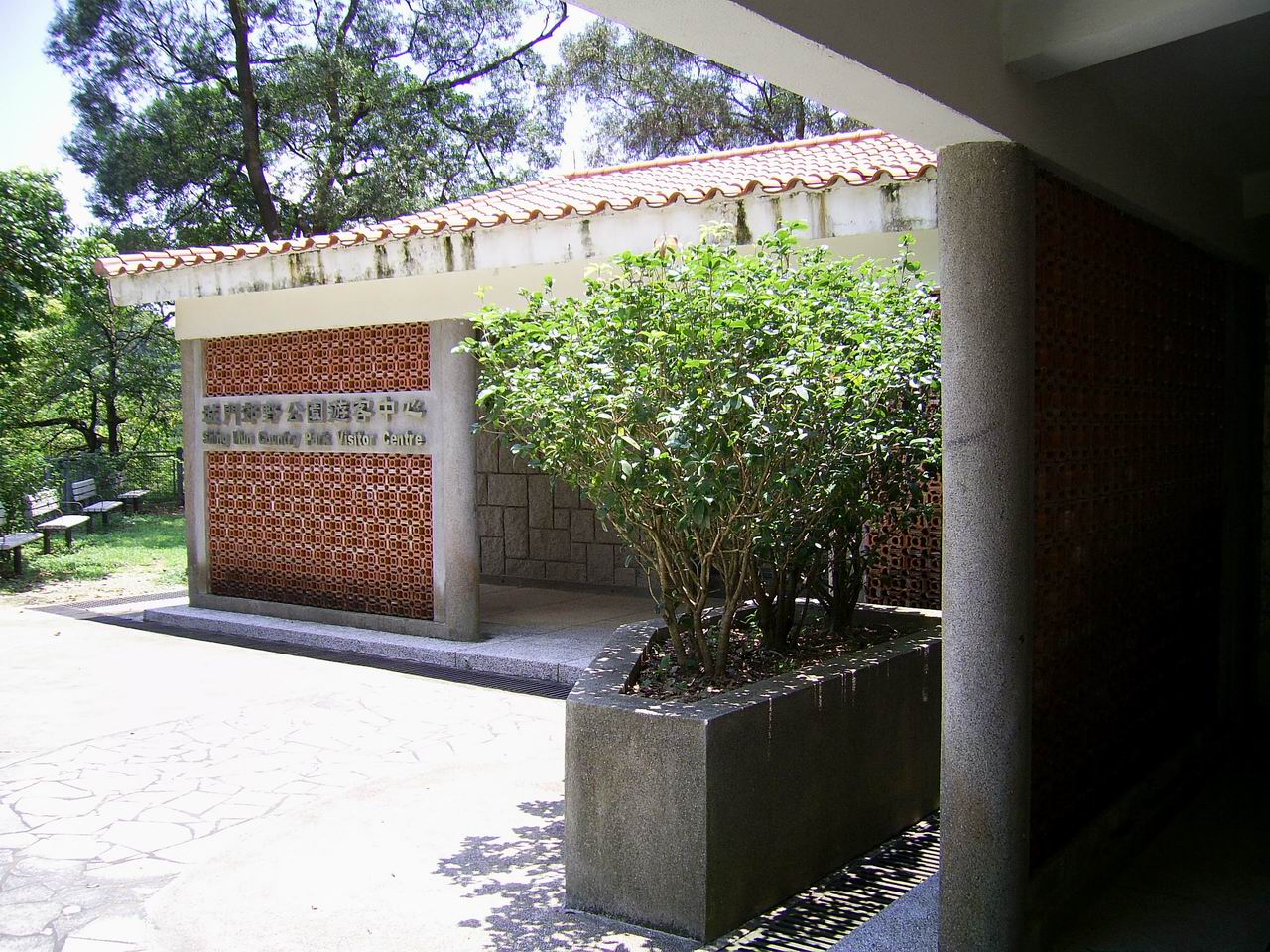
Centro de visitantes del Shing Mun Country Park.
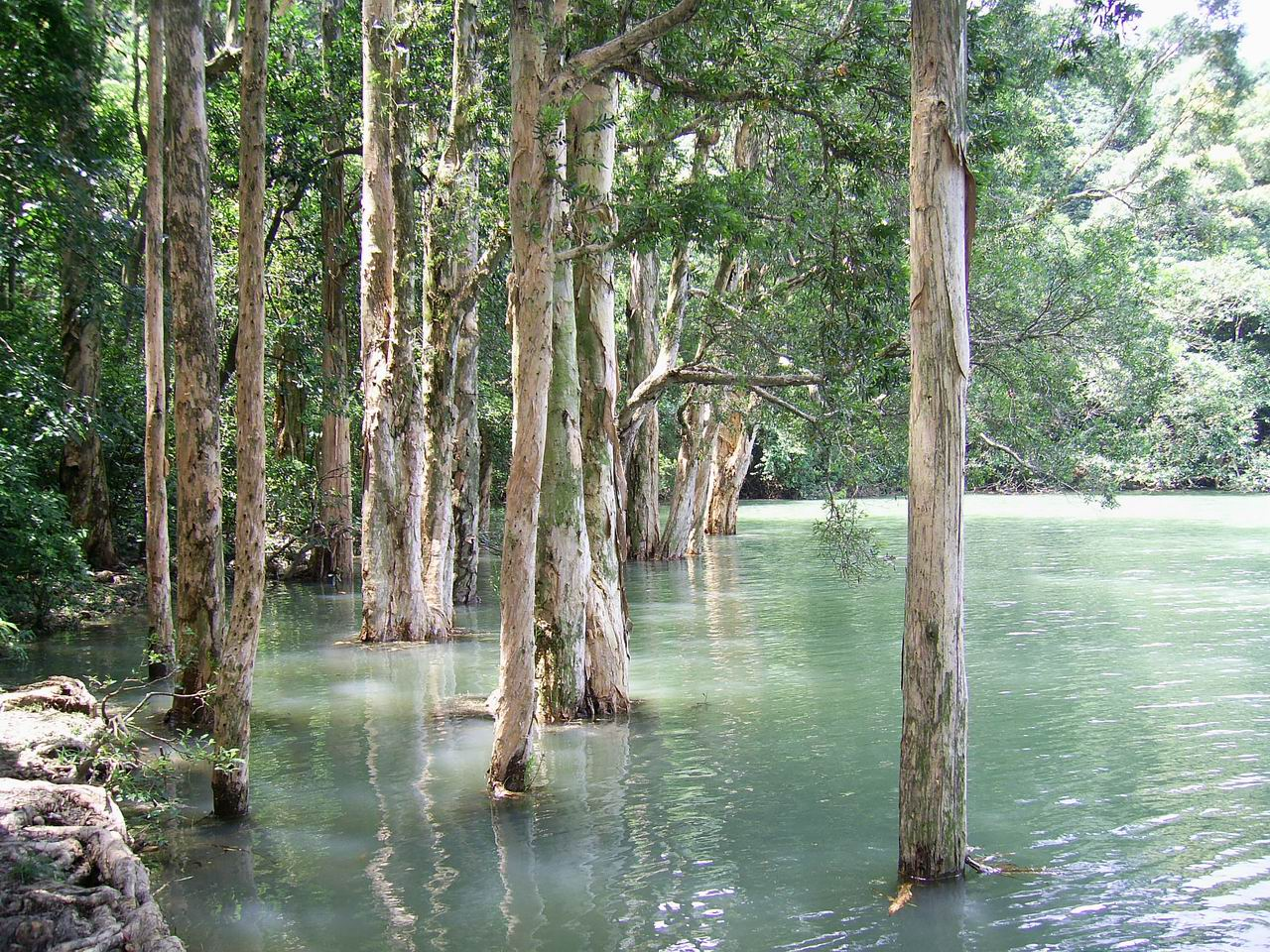
Ejemplares de Melaleuca.
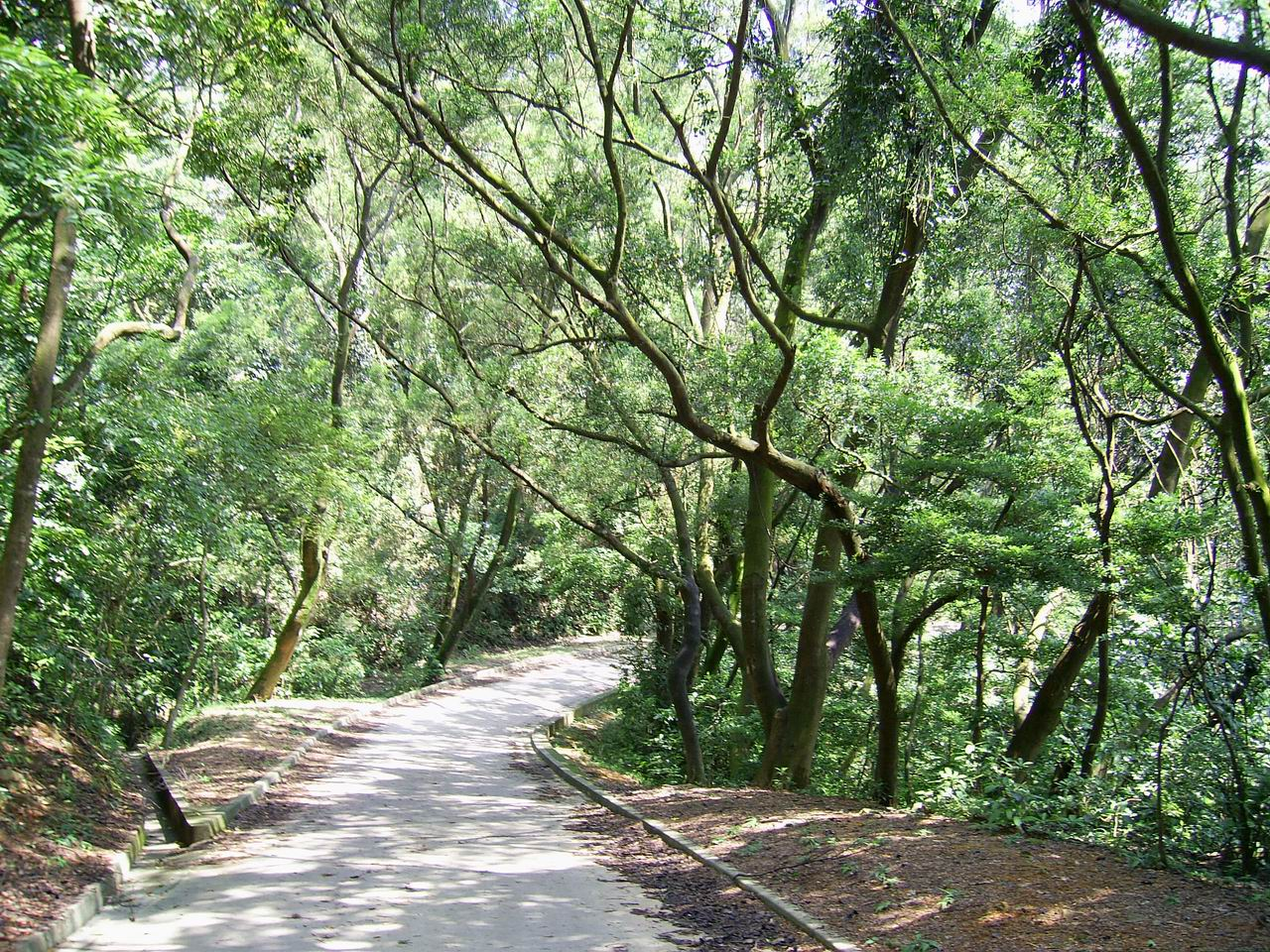
Acacia confusa.
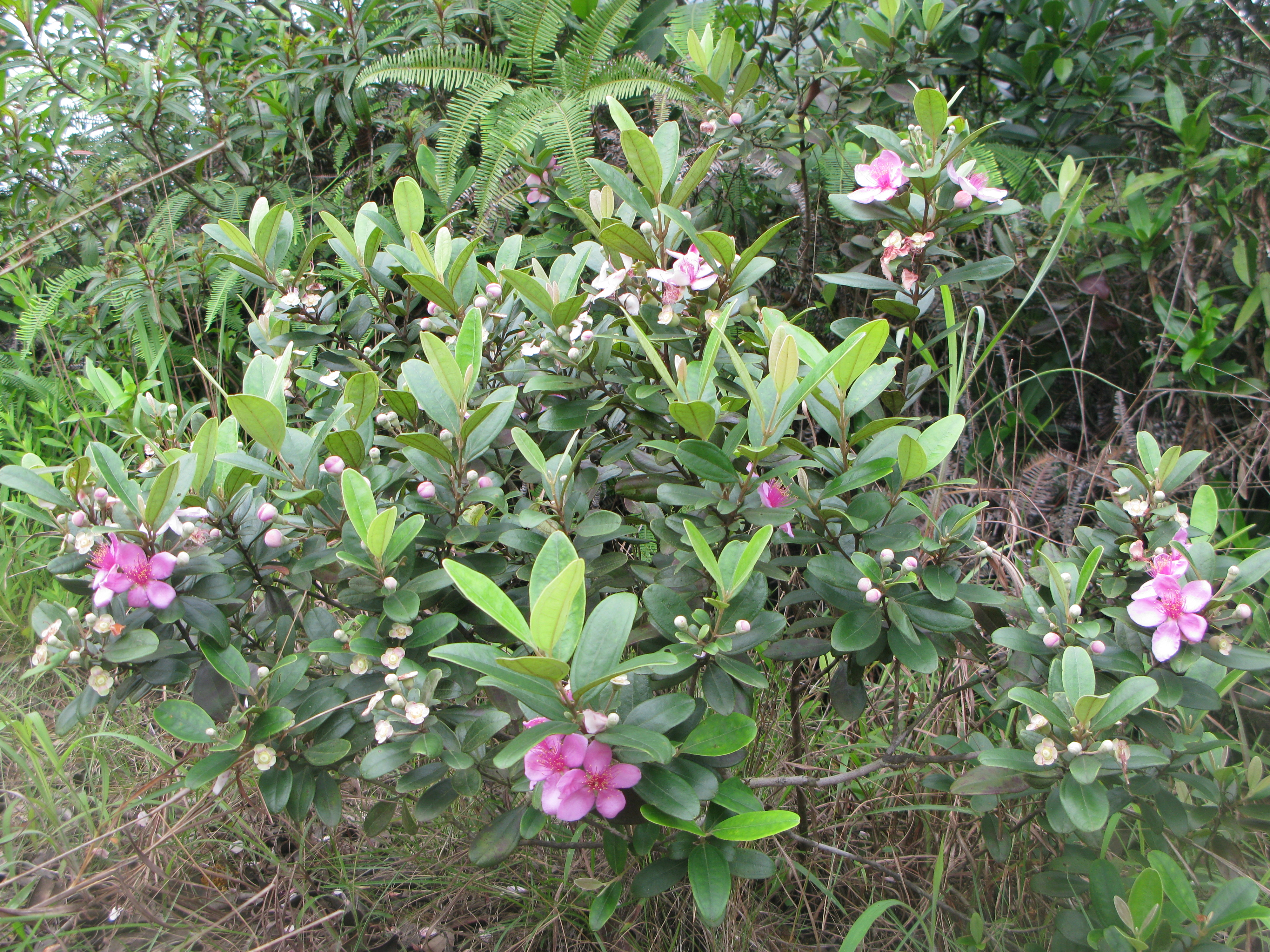
Rhodomyrtus tomentosa.